# Tramway de Shenyang
Le tramway de Shenyang est composé de trois lignes inaugurées en août 2013 et desservant la ville de Shenyang, en Chine.

## Réseau actuel

### Aperçu général
Le réseau se compose en août 2013 de trois lignes : 
- Ligne 1, longueur : 18,7 km.
- Ligne 2, longueur : 15 km.
- Ligne 5, longueur : 21,1 km.

### Matériel roulant
Le parc est composé de 30 rames de 34 m de long et 2,65 m de large, fournies par l'entreprise chinoise CNR.